# Listă de actori porno

## A
- Alina Plugaru
- Allysin Chaynes
- Ana Foxxx
- Asa Akira
- Ashley Long
- Asia Carrera[1]
- Audrey Bitoni
- Alexandre Frota
- Angela White

## B
- Bambi Woods
- Barbara Dare
- Belladonna
- Black Angelika
- Brent Corrigan
- Brent Everett

## C
- Carmella Bing
- Carmen Hart
- Chloe
- Christy Canyon
- Cindy Crawford

## D
- Darryl Hanah
- David Perry
- Dano Sulik
- Domonique Simone

## E
- Erica Campbell
- Eve Angel

## F
- Fábio Scorpion

## G
- Ginger Lynn

## H
- Heather Hunter

## J
- Jack Napier
- Jaimee Foxworth
- Jana Cova
- Jenna Haze
- Jenna Jameson
- Jenny Hendrix
- Jesse Jane
- Jessica Drake
- John Holmes
- John Stagliano
- Johnny Sins
- Jules Jordan

## K
- Kaitlyn Ashley
- Kazuoki Takahashi
- Kay Parker
- Kid Bengala

## L
- Laura Andreșan
- Lezley Zen
- Lexington Steele
- Lisa Ann
- Long Dong Silver
- Lukas Ridgeston

## M
- Mandingo
- Marc Vidal
- Marcio Pittbul
- Maria Ozawa
- Marie Luv
- Marilyn Chambers
- Mateus Carrieri
- Max Hardcore
- Mia Khalifa
- Michaela Schaffrath
- Mike Mancini
- Monique Alexander

## N
- Nina Hartley

## O
- Obsession

## P
- Peter North
- Pierre Fitch

## R
- Rachel Ashley
- Rachel Ryan
- Racquel Darrian
- Raul Cristian
- Rebeca Linares
- Rocco Siffredi
- Ron Jeremy

## S
- Sandra Romain
- Sasha Grey
- Savannah
- Sean Michaels
- Sebastian Bonnet
- Sharon Kane
- Steve Holmes
- Sunrise Adams

## T
- T.T. Boy
- Titus Steel
- Tony Duncan
- Traci Lords
- Tyla Wynn
- Tylene Buck
- Tyra Banxxx